# セントル地域
セントル地域（セントルちいき/サントルちいき、フランス語: Centre）はベルギーのワロン工業地帯の一地域。モンス（ボリナージュ）とシャルルロワ（ペイ・ノワール）の間に位置する。セントル地域の主要な都市にラ・ルヴィエールがある。セントル地域の名前はラ・ルヴィエール近くのサントル運河に由来する。
セントル地域には1945年から1987年までレコー・デュ・セントル（L'Echo du Centre）という地域紙があり、またアンテンヌ・セントル（Antenne Centre）という地域テレビ局がある。